# Bernmobil
La Städtische Verkehrsbetriebe Bern (SVB), plus connue sous son nom commercial Bernmobil, est une compagnie de transport public opérant à l'intérieur et aux alentours de Berne, la capitale de la Suisse.

## Description
Le réseau Bernmobil dessert la ville de Berne et sa périphérie et exploite les tramways et les trolleybus ainsi qu'une grande majorité des lignes d'autobus, le Regionalverkehr Bern-Solothurn (RBS) en exploitant une dizaine.
Elle a été créée en 1947 à la suite de la fusion entre la Städtische Strassenbahn Bern (SSB), qui exploitait les tramways et les trolleybus, et la Stadt-Omnibus Bern (SOB), qui exploitait les autobus.
En 2021, Bernmobil a commandé 29 véhicules articulés hybrides de type Volvo et 7 unités normales pour 20 millions de francs suisses, ainsi que 14 autobus articulés électriques pour 13 millions de francs à la société espagnole Irizar e-mobility.  Le début de livraison est prévu en 2022.